# Иван Васильевич Пронский Нелюбов-Шемяка
Князь Иван Васильевич Пронский Нелюбов-Шемяка (умер 1550) — боярин и воевода на службе у московских князей Василия III и Ивана Грозного, сын Василия Ивановича Нелюба.

## Служба у Василия III
В 1511 году, был воеводой в сторожевом полку в Туле, затем воеводой в полке левой руки участвовал в походе от Козельска на Угру против крымских татар. В 1530 году стоял с полком против Колычевского острова. В 1531 стоял против Люблина (возможно Любутск — не существующий ныне город при впадении реки Любутки в Оку), потом вместе с князем Никитой Палецким шел с Коломны на Тулу.

## Служба у Ивана Грозного
В 1534 и 1540 годах стоял с передовым полком в Коломне для защиты от крымских татар. В 1535 году состоял воеводой в полке правой руки в Коломне и Серпухове. В 1537 году воевода на Угре и во Владимире. В 1541—1545 годы воевода в полке правой руки против крымских татар, сначала во Владимире, потом в Коломне и на Кашире. В 1547 году боярин и воевода в Калуге из Смоленска. В 1548 году в походе на Казань, как воевода в полке левой руки. В 1548—1549 годах — наместник в Рязани. В 1549—1550 годы воеводой в большом полку в Коломне.

## Семья
Отец: Пронский, Василий Иванович Нелюб
Дети:
- Юрий (ум. 1554) — стольник и воевода на службе у великого князя и царя московского Ивана Грозного.
- Иван
- Никита